# تپه چالگه
تپه چالگه مربوط به دوره اشکانیان است و در شهرستان کوهدشت، بخش مرکزی، دهستان کوهدشت شمالی، شرق روستای نوم جو واقع شده و این اثر در تاریخ ۲۸ اسفند ۱۳۸۵ با شمارهٔ ثبت ۱۸۸۲۴ به‌عنوان یکی از آثار ملی ایران به ثبت رسیده است.